# Savaneta (region)
Savaneta – jeden z ośmiu regionów (regio) w południowej części kraju autonomicznego Aruba, należącego do Holandii, w Ameryce Południowej. 1 stycznia 2020 r. liczył 11 955 mieszkańców. 

## Podział administracyjny
W skład regionu wchodzi pięć stref (zone)
- 6.61 Pos Chiquito
- 6.62 Jara/Seroe Alejandro
- 6.63 De Bruynewijk
- 6.64 Cura Cabai
- 6.65 Savaneta Other

## Demografia
Region liczy 11 955 mieszkańców (1 stycznia 2020), co stanowi 11,1% całej populacji kraju.
| Kobiety | Mężczyźni |
| ------- | --------- |
| 5534    | 6421      |